# Wilfred Noy
Wilfred Noy est un acteur, scénariste, réalisateur et producteur britannique, né le 24 décembre 1883 à South Kensington (Royaume-Uni) et mort le 29 mars 1948 à Worthing (Royaume-Uni).

## Filmographie

### comme réalisateur
- 1910 : A Woman's Folly
- 1910 : Parted to Meet Again
- 1910 : The Jealous Cavalier
- 1910 : Father and Son
- 1911 : The Strike Leader
- 1911 : A Soldier and a Man
- 1911 : The Sisters
- 1911 : The Sergeant's Daughter
- 1911 : A Miraculous Recovery
- 1911 : Maud
- 1911 : The Lure of London
- 1911 : The Finger of Fate
- 1911 : A False Friend
- 1911 : Dr. Brian Pellie and the Bank Robbery
- 1911 : Didums and the Haddock
- 1911 : Daddy's Little Didums and the New Baby
- 1911 : Daddy's Didums and the Umbrella
- 1911 : Daddy's Didums and the Tale of the Tailor
- 1911 : The Coward
- 1912 : Sharp Practice
- 1912 : A Rough Diamond
- 1912 : Percy's Persistent Pursuit
- 1912 : Partners
- 1912 : Lorna Doone
- 1912 : The Gamekeeper's Revenge
- 1912 : Foiled by a Girl
- 1912 : Dr. Brian Pellie Escapes from Prison
- 1912 : Dr. Brian Pellie and the Spanish Grandees
- 1912 : Dr. Brian Pellie and the Secret Despatch
- 1912 : Didums on His Holidays
- 1912 : Didums at School
- 1912 : Didums and the Monkey
- 1912 : Didums and a Policeman
- 1912 : Business Is Business
- 1912 : At the Hour of Three
- 1913 : A Strong Man's Love
- 1913 : King Charles
- 1913 : Kind Hearts Are More Than Coronets
- 1913 : The House of Mystery
- 1913 : Freda's Photo
- 1913 : Dr. Brian Pellie and the Wedding Gifts
- 1913 : Behind the Scenes
- 1913 : An Ape's Devotion
- 1914 : A Secret Life
- 1914 : Old St. Paul's
- 1914 : The Love of an Actress
- 1914 : The Heroine of Mons
- 1915 : When East Meets West
- 1915 : The Verdict of the Heart
- 1915 : Sous la robe rouge
- 1915 : Under the German Yoke
- 1915 : Night and Morning
- 1915 : The Master of Merripit
- 1915 : In the Blood
- 1915 : In Search of a Husband
- 1915 : The Guest of the Regiment
- 1915 : The Great Bank Sensation
- 1916 : The Queen Mother
- 1916 : A Princess of the Blood
- 1916 : On the Banks of Allan Water
- 1916 : The Little Damozel
- 1916 : Honour Among Thieves
- 1916 : The Five Wishes
- 1917 : Sister Susie's Sewing Shirts for Soldiers
- 1917 : A Master of Men
- 1917 : The Lost Chord
- 1917 : Home Sweet Home
- 1917 : Asthore
- 1918 : What Would a Gentleman Do?
- 1918 : Spinner o' Dreams
- 1918 : Ave Maria
- 1919 : Castle of Dreams
- 1919 : As He Was Born
- 1920 : Inheritance
- 1920 : The Face at the Window
- 1921 : The Marriage Lines
- 1923 : The Temptation of Carlton Earle
- 1923 : Rogues of the Turf
- 1923 : Little Miss Nobody
- 1925 : The Lost Chord
- 1925 : The Midnight Girl
- 1925 : The Substitute Wife
- 1927 : Spider Webs
- 1927 : Eager Lips
- 1928 : The Devil's Cage
- 1929 : Circumstantial Evidence
- 1935 : Father O'Flynn
- 1936 : Well Done, Henry
- 1936 : Melody of My Heart

### comme acteur
- 1924 : Janice Meredith : Dr Joseph Warren
- 1928 : Interférences (Interference) de Lothar Mendes : Dr Gray
- 1929 : The Doctor's Secret (en) de William C. de Mille : Mr. Redding
- 1929 : The Careless Age : Lord Durhugh
- 1930 : Lilies of the Field d'Alexander Korda: majordome
- 1930 : Strictly Unconventional : Perkins, le majordome
- 1930 : The Flirting Widow : Mr. Martin, le majordome
- 1930 : Soyons gai (Let Us Be Gay) de Robert Z. Leonard : Whitman, le majordome
- 1931 : Against the Rules
- 1931 : Transgression : Taylor, le majordome
- 1931 : Fascination (Possessed) de Clarence Brown : Bertram (le majordome de Mark)
- 1932 : The Barton Mystery de Henry Edwards : Griffiths
- 1932 : Mes petits (Emma) de Clarence Brown : Drake, le premier maître d'hôtel
- 1932 : Amour d¨¦fendu (Forbidden)
- 1933 : Going Gay : chef d'orchestre
- 1934 : Menace de  Ralph Murphy : Dean
- 1937 : Talking Feet
- 1939 : The Body Vanished : Snelling

### comme scénariste
- 1918 : Spinner o' Dreams
- 1921 : The Marriage Lines
- 1923 : Paddy the Next Best Thing (en)
- 1925 : The Lost Chord
- 1925 : The Midnight Girl
- 1929 : Linda
- 1929 : Circumstantial Evidence
- 1936 : Well Done, Henry

### comme Producteur
- 1934 : The Broken Rosary
- 1935 : Father O'Flynn
- 1935 : City of Beautiful Nonsense
- 1936 : Annie Laurie
- 1937 : Song of the Forge